# Dalsvik gård
Dalsvik gård (finska: Dalsvikin kartano) var en herrgård i Dalsvik i Esbo, Finland. Gårdens huvudbyggnad revs i början av 1970-talet för att ge plats för en ny daghemsbyggnad.

## Historia
Dalsvik gårds historia börjar med Sveins rusthåll som bildades norr om Långträsk år 1682. I samband med storskiftet flyttades gårdens tomt till södra sidan av sjön, där ett dragontorp vid namn Dalsvik tidigare legat. En ny huvudbyggnad byggdes på platsen och gårdens namn blev Dalsvik.
Under lång tid ägdes Dalsvik gård av tjänstemannasläkter. På 1840-talet var ägaren till gården Emilie Musin-Pushkin, syster till Aurora Karamzin som ägde Träskända gård. Efter Musin–Pushkins död 1846 förenades Dalsvik med Träskända gård.
Huvudbyggnaden på Dalsvik var till sin äldsta delar från 1700-talet. Intill den låg en villaliknande flygelbyggnad uppförd på 1840-talet. En allé ledde från manbyggnaden till den medeltida postvägen Kungsvägen. En stenlagd stig ledde till ett lusthus och ett utsiktstorn uppe på berget bakom huvudbyggnaden. Från tornet öppnade sig en vid utsikt över Långträsket och bort mot Träskända gård. Till gården hörde också ekonomibyggnader för djurskötsel och jordbruk och även en tidsenlig fruktträdgård. En väderkvarn byggdes för fruktträdgårdens bevattningssystem.
I början av 1900-talet ägdes Dalsvik av familjen Kihlman. Herrgården bolagiserades  1936 och marken såldes som villaparceller. Nordiska Föreningsbanken köpte gårdens stamlägenhet 1959 och bostadsområdet Källstrand byggdes. Området intill huvudbyggnaden kvarlämnades som park men parken och gården övergick i Esbo kommuns ägo 1961 och ett daghem grundades i huvudbyggnaden. Sidobyggnaden revs 1963 och i början av 1970-talet revs även huvudbyggnaden för att ge plats för en ny daghemsbyggnad.
Av Dalsvik gård återstår numer endast  trädgårdsmästarbostaden och delar av ladugården i sten, bägge uppförda i början av 1900-talet. Smedens stuga som ligger längre bort är också bevarad. Även allén som ledde in till gården finns kvar. Gårdens utsiktstorn brann ner på 1960-talet.